# Adaptec
Adaptec é uma marca de hardware de computador de propriedade da PMC-Sierra que é usado em alguns dos seus adaptadores host para conectar dispositivos de armazenamento para computadores. A principal linha de produção da Adaptec se concetra na Indonésia. Os produtos são feitos para interagir com interfaces SCSI, Serial ATA e Serial Attached SCSI. A empresa anteriormente se chamou Adaptec, Inc., empresa sediada em Milpitas, Califórnia, produzindo esses produtos, até ser comprada pela PMC-Sierra em 18 de junho de 2010.